# Привалов, Василий Ефимович
Василий Ефимович Привалов — советский хозяйственный, государственный, политический деятель. Заслуженный деятель науки Украинской ССР, доктор технических наук, профессор.

## Биография
Родился 25 февраля 1915 года в деревне Большая Драгунская Кромского района Орловской губернии.
Окончил Кромскую среднюю школу, затем едет по путевке комсомола в г. Енакиево, поступает на коксохимический завод учеником слесаря. Через год поступает в Донецкий политехнический институт, который окончил с отличием, и возвращается в Енакиево на коксохимический завод в качестве инженера.
Во время Великой Отечественной войны его вместе с заводом эвакуируют на Урал, в Губаху. Здесь, в сказочно короткое время на пустыре вырос новый завод и стал давать продукцию. Василий Ефимович Привалов работал сначала инженером, потом — главным инженером, затем — директором завода.
После войны работал директором коксохимического завода в Нижнем Тагиле. Работая на производстве, подготовил и защитил диссертацию на соискание ученой степени кандидата технических наук. В 1960 г. перешел на научную работу. В 1960—1965 гг. он — директор Восточного научно-исследовательского углехимического института в городе Свердловск (Екатеринбург), а в 1965—1982 гг. — директор Украинского Государственного научно-исследовательского углехимического института. За это время ученый подготовил и защитил докторскую диссертацию.
В 1971 году ему присваивают ученое звание профессора, в 1975 — почетное звание Заслуженного деятеля науки Украинской ССР.
Известность Василию Ефимовичу принесли исследования в области переработки сырого бензола, каменноугольной смолы и её фракций, а также обезвреживания сточных вод коксохимических предприятий.
Автор 226 научных публикаций, 60 авторских свидетельств и 4 монографий. Для него характерно сочетание научно-производственной деятельности с общественной. Член ВКП(б).
Избирался депутатом различных уровней, в том числе депутатом Верховного Совета РСФСР 4-го созыва.
Скончался 7 ноября 1992 года в Харькове на 78-м году жизни.